# Teresa Reynolds
Teresa Reynolds née le 20 août 1877 à Newport sur l’Île de Wight au Royaume-Uni de Grande-Bretagne et d'Irlande et morte le 13 juillet 1954 à Barnet dans la banlieue de Londres, est une cycliste anglaise qui, en 1893, établit le record de l'aller-retour Brighton-Londres en 8 heures 38 minutes. Elle a alors seize ans et porte des vêtements « rationnels » : un pantalon cintré sous le genou, une chemise et un manteau. Cette tenue, probablement confectionnée par sa sœur, fait l'objet d'une importante publicité et sa course est considérée comme une étape importante pour les droits des femmes et le sport. Le record est battu en 1894 et Reynolds devient responsable de la sécurité routière à Londres.

## Biographie

### Jeunesse et formation
Teresa « Tessie » Reynolds naît le 20 août 1877, à Newport sur l'île de Wight et grandit à Brighton dans le Sussex, aînée d'une famille de onze enfants. Son père, Robert James Reynolds, est entraîneur d'athlétisme et encourage le sport chez ses enfants. Il est membre de la National Cyclists' Union (en) (NCU) et secrétaire d'un club cycliste, ainsi qu'officiel pour des courses professionnelles. Sa mère, Charlotte Galton, tient une pension de famille à Kemptown à l'est de Brighton, qui accueille spécifiquement des cyclistes et à laquelle Teresa apporte son aide.

### Parcours Brighton-Londres

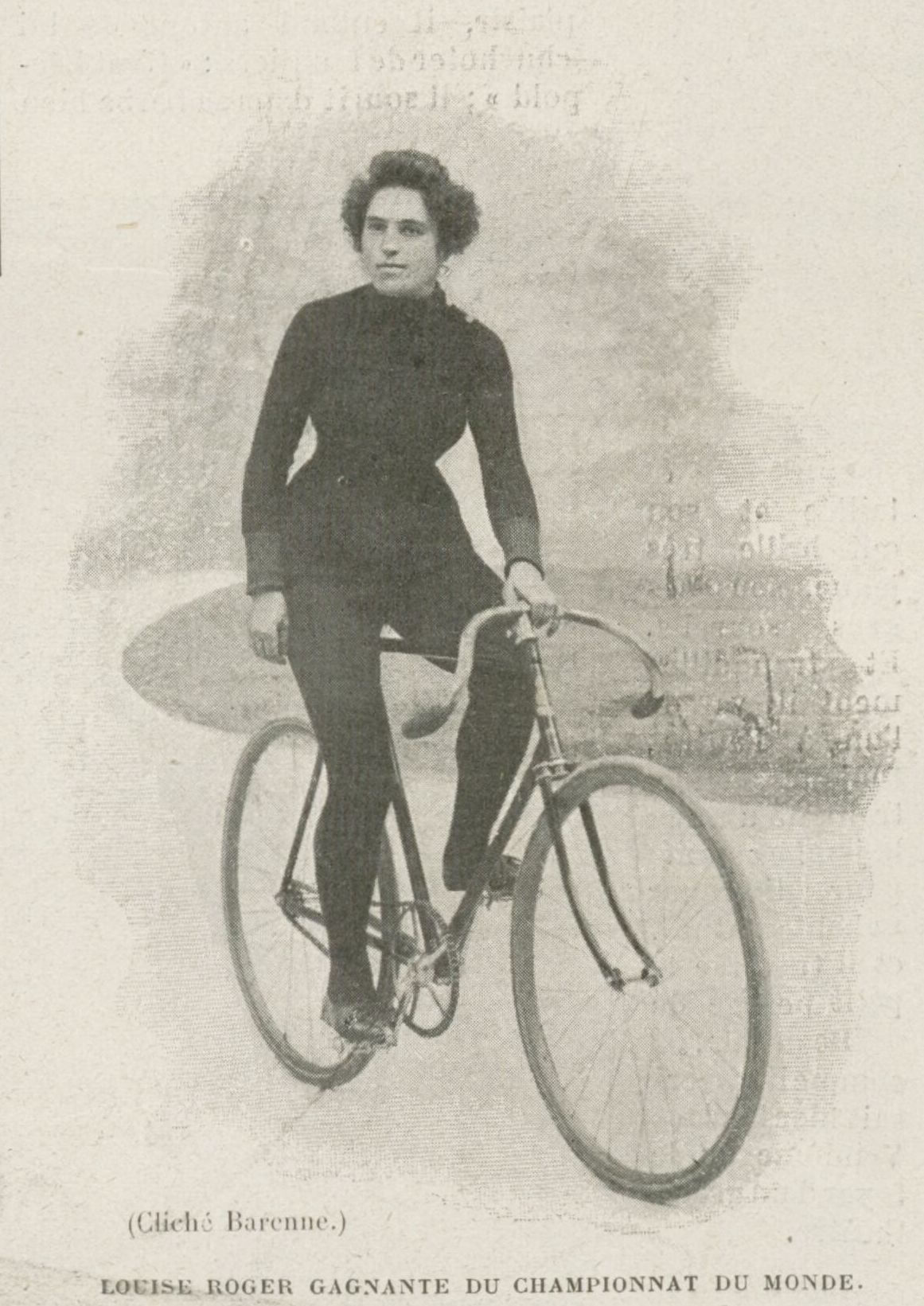
La cycliste professionnelle Louise Roger, gagnante du championnat du monde en 1898.

Dans les années 1880 et 1890, il existe un petit circuit clandestin de courses féminines de bicyclettes de sécurité à grandes roues. Dans l'ensemble, cependant, le sport cycliste féminin et mal vu, considéré comme malsain, immoral et contraire aux notions de féminité. La question de la tenue vestimentaire alimente le débat. Les jupes et les robes conventionnelles de l'époque victorienne, comprenant de longues robes et des corsets serrés, ne sont pas compatibles avec le sport cycliste. Les coureuses professionnelles optent pour des collants de gymnastique, des culottes de course pour hommes ou des robes rationnelles. La première course cycliste féminine sur piste officiellement enregistrée en Grande-Bretagne a eu lieu au Recreation Grounds, à Great Yarmouth, le 7 août 1893. Il s'agit d'une course d'un mile auquel participent quatre femmes, Reynolds, qui roule pour les Brighton Wanderers, la remporte et gagne un service à thé en porcelaine.

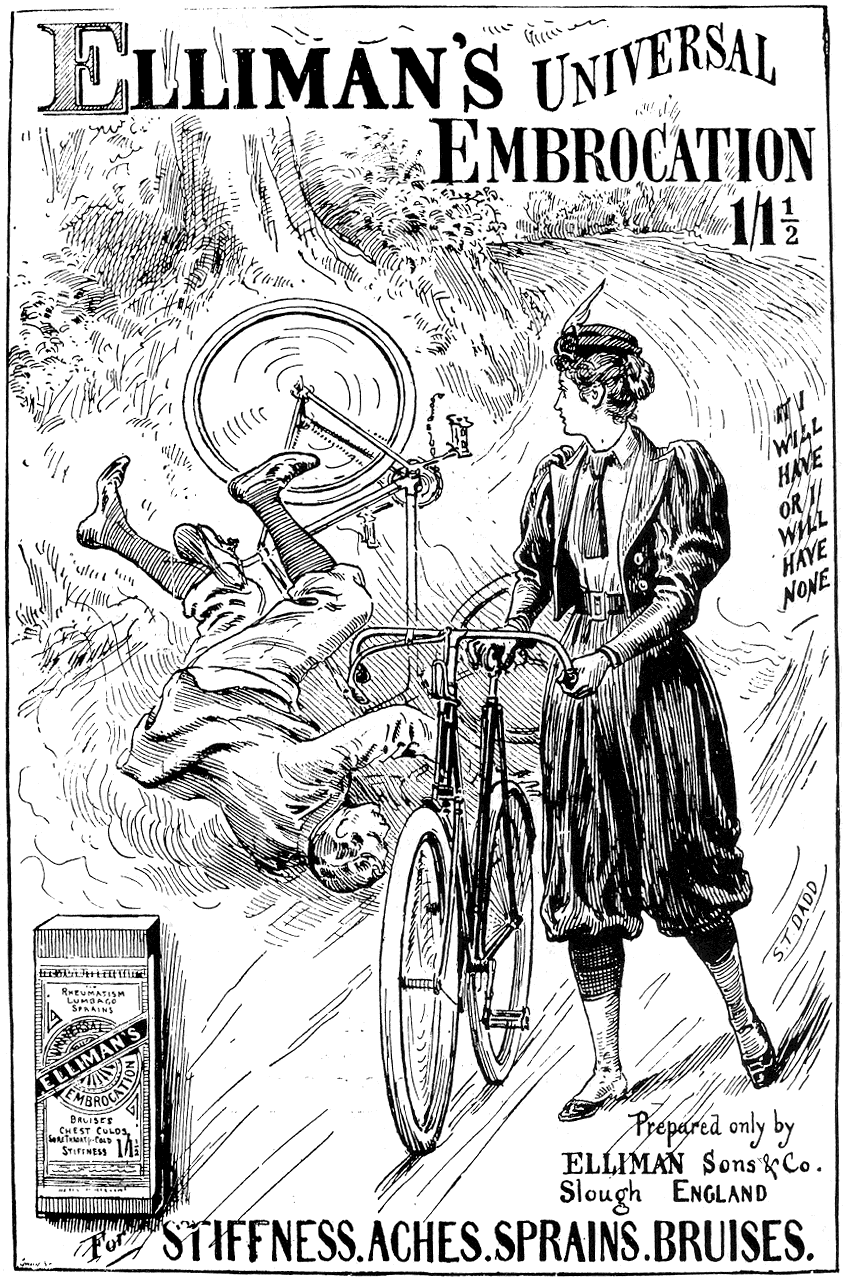
Publicité de 1897 pour Elliman's Universal Embrocation, montrant un exemple de « tenue rationnelle » ou « costume de cycliste ».

Le 10 septembre 1893 à 5 heures du matin, devant l'aquarium de Brighton, Reynolds a seize ans, et elle s'élance sur un vélo d'homme pour parcourir 120 miles (190 km) de Brighton à Londres (le point de mi-parcours est signalé comme étant à la fois le Pont de Londres et Hyde Park Corner) et retour, en 8 heures 38 minutes, établissant ainsi un record. Son père est le chronométreur de l'épreuve.
Reynolds porte donc une « tenue rationnelle » composée de pantalons « coupés et cintrés sous le genou », d'une chemise et d'un long manteau.  Il est probable que cette tenue soit confectionnée spécialement pour Reynolds par sa sœur Ada, qui est couturière. La tenue suscite l'indignation et il est suggéré qu'elle était indûment masculine et qu'elle faisait du vélo dans cette tenue.

#### Critiques

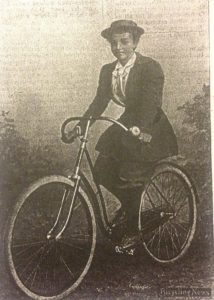
Teresa Reynolds, Bicycling News, 1893.

Le magazine Cycling rédige un éditorial cinglant sur la « maigreur » de la tenue vestimentaire, se plaignant de la perte de pudeur et qualifiant l'exploit d'« incident lamentable » :

« [la tenue est] d'une nature masculine des plus inutiles et d'une grande maigreur »

— Cycling - 1893

« Tous les rouleurs qui ont réussi à conserver leur foi dans la modestie innée et le sens du devenir du sexe opposé, apprendront avec une réelle douleur, non sans dégoût, ce que nous appellerons un incident lamentable qui s'est produit sur la route de Brighton tôt dimanche dernier. »

— Cycling - 1893
La principale objection du magazine à l'égard de l'exploit de Reynold est liée à sa conviction que :

« Rien n'est plus susceptible de faire reculer le cyclisme féminin que cette course, et surtout le spectacle d'une jeune fille qui se déchire le cœur sur l'autoroute, encouragée par une équipe de stimulateurs cardiaques masculins. Messieurs d'Angleterre, la photo vous plaît-elle ? »

— Cycling - 1893
De même, le Yorkshire Evening Post (en) souligne que le cyclisme n'est pas un spectacle agréable pour un homme, mais que les « hanches anormales » d'une femme l'aggravaient. La publicité, bien que négative, contribue à améliorer les droits des femmes, le mouvement des suffragettes en particulier notant qu'il s'agissait d'une étape importante. De plus, elle permet de montrer que les femmes ne sont pas obligées de rester dans la rue où elles ont grandi et qu'elles ont les moyens de voyager. Un autre effet de la publicité est que Reynolds reçoit des lettres d'amour, y compris une demande en mariage d'un inconnu qui était apparemment beaucoup plus âgé qu'elle. Reynolds et sa famille profitent de la célébrité, Reynolds faisant la promotion d'un certain nombre de bicyclettes féminines au cours des années suivantes, toujours dans une tenue de cycliste « rationnelle ».

### Influences
La publicité de la course et des critiques s'étendent jusqu'en Amérique et la tenue est promue par les partisans du mouvement de réforme vestimentaire, ce qui est clairement l'intention de Reynolds. Cinq ans avant la création du club local de réforme vestimentaire cycliste, elle a participé activement à la promotion de la réforme vestimentaire et continuait à porterla tenue régulièrement.
Le record tient un an avant d'être battu de 42 minutes en septembre 1894 par E. White du Dover Road Club. La course de Reynold lui vaut d'être considérée comme une cycliste clé du 19ème siècle. On lui refuse cependant la possibilité de créer une branche à Brighton de l'Association nationale des femmes cyclistes lorsqu'elle a 18 ans, soi-disant en raison de son âge et de son « manque d'expérience », mais plus probablement en raison de son association avec sa tenue vestimentaire.

### Responsable de la sécurité routière à Londres
En 1908, elle épouse Montague Salisbury Main et s'installe à Barnet, dans le Hertfordshire (aujourd'hui le nord de Londres), où elle a trois enfants qui meurent tous dans leur enfance. Elle devient responsable de la sécurité routière, un rôle rarement exercé par des femmes, à Londres dans les années 1930 et 1940. En 1948, son mari meurt et elle concentre son travail sur la prévention des accidents.

### Mort
Reynolds meurt en 1954, à l'âge de 77 ans, et les journaux locaux couvrent son décès.